# Skadegörelse

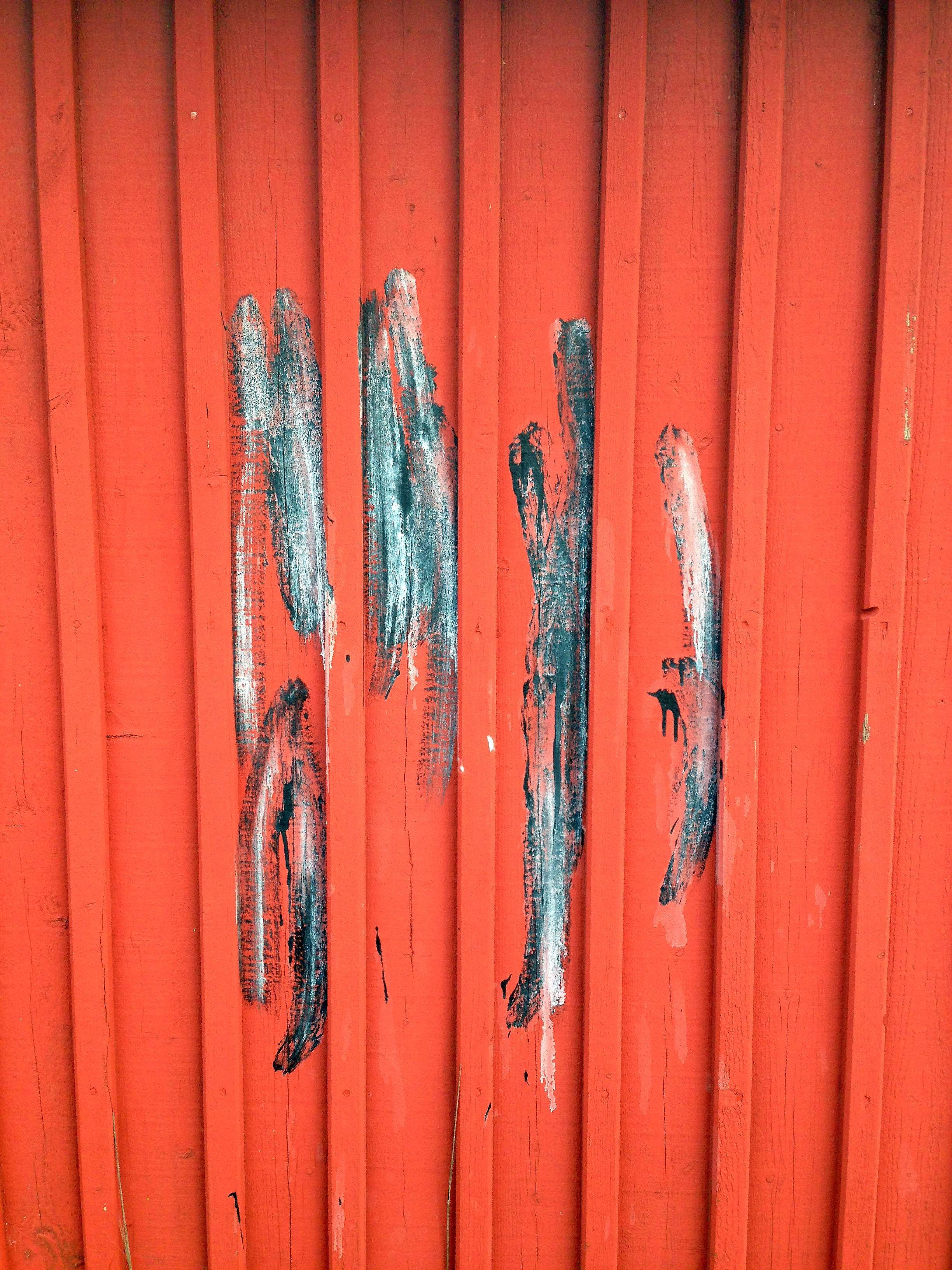
Skadegörelse på en faluröd vägg på Brännö, Göteborg, 2013

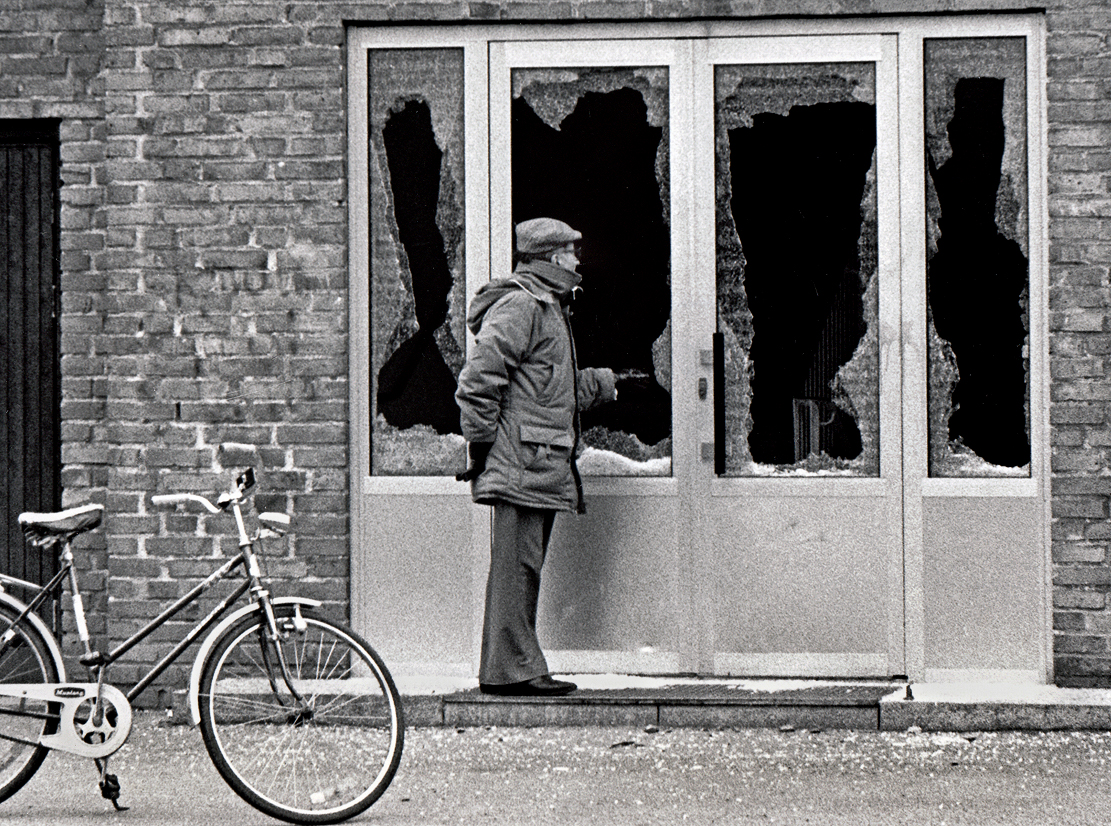
Skadegörelse genom glaskrossning på en skola i Malmö 1986.

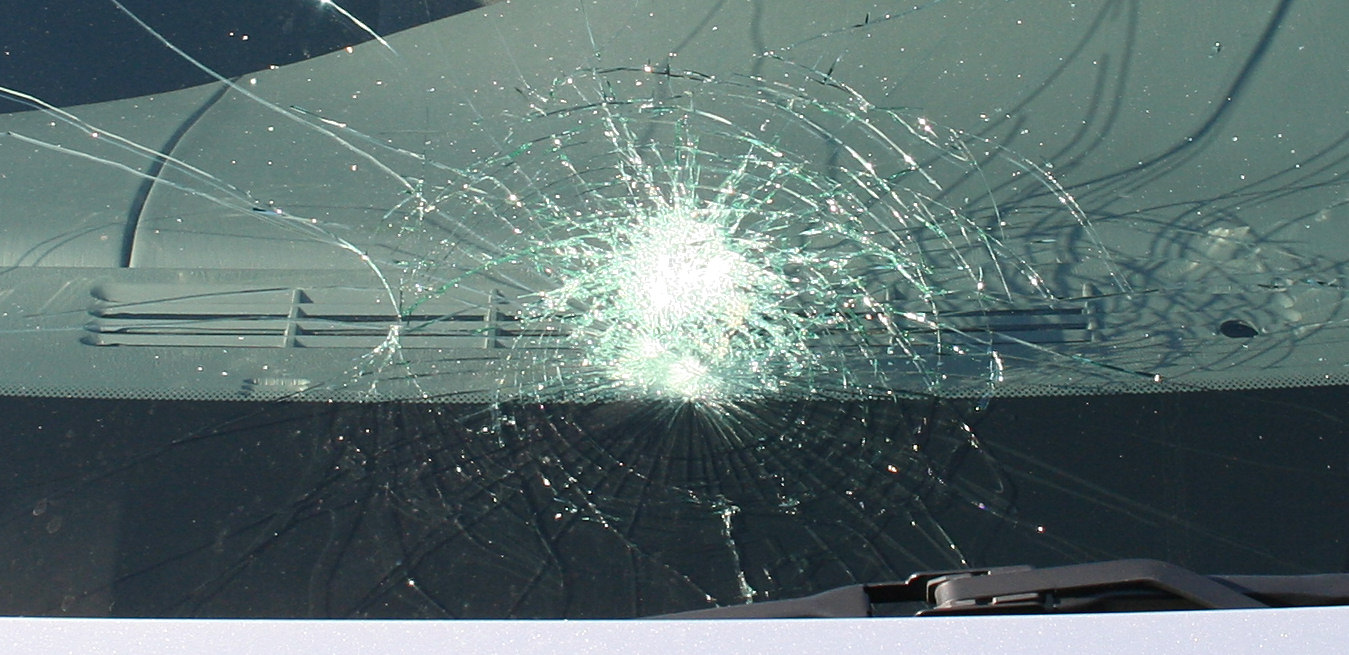
En krossad bilruta är en mycket vanlig form av skadegörelse.

Skadegörelse är att förstöra eller skada fast eller lös egendom till men för annans rätt till egendomen. Till skadegörelsebrott ingår skadegörelse på motorfordon med eller utan brand, klotter, sönderslagna fönsterrutor, sönderslagna gatulyktor, med mera. Bränder som är allmänfarliga och riskerar spridas till större omfattning eller där någon riskerar att skadas klassificeras som mordbrand.

## Skadegörelse i svensk lag
Skadegörelse lagförs enligt 12 kap 1 § brottsbalken. Brottet straffas med fängelse i högst två år.
Grov skadegörelse kan ge fängelse i högst sex år. 
Vid bedömningen ska särskilt beaktas om gärningen medfört synnerlig fara för någons liv eller hälsa.  Grov skadesgörelse föreligger även om skadan drabbat sak av stor kulturell eller ekonomisk betydelse eller om skadan på annat sätt är synnerligen kännbar.
Ringa skadegörelse betecknades tidigare som åverkan och kan ge böter eller fängelse högst sex månader.
Gränsdragningen mellan skadegörelse och åverkan ska enligt NJA 1988 s 351 vara densamma som mellan stöld och snatteri det vill säga 1 250 kronor.
I rättsfallet NJA 1988 s. 351 har Högsta domstolen sökt klargöra avgränsningen mellan skadegörelse och det ringare brottet åverkan. Högsta domstolen kom fram till att visserligen var värdet av det skadade endast 560 kr men den åtalade hade erkänt att han krossade den aktuella glasrutan för att kunna komma in i en fastighet. Som en följd av hans handlande kunde porten öppnas även av andra personer och obehöriga således få tillträde till huset. Reparationen av dörren medförde en icke obetydlig kostnad och rimligen också viss olägenhet för fastighetsägaren. Med hänsyn härtill bedömdes brottet som skadegörelse.

## I Sverige

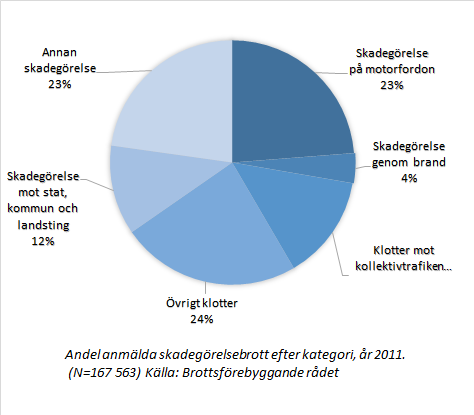
Andel anmälda skadegörelsebrott efter kategori, år 2011. (N=167 563). Procent. Källa: Brottsförebyggande rådet

Antalet anmälda skadegörelsebrott i kriminalstatistiken anses kunna ha ett högt mörkertal, vilket bör vara något att ta hänsyn till vid en analys av siffrorna. Cirka 168 000 skadegörelsebrott anmäldes i Sverige år 2011, vilket motsvarade för omkring 12 procent av den totala anmälda brottsligheten. Av alla skadegörelsebrott var cirka 40 % olika klotterbrott Polisen rubricerar skadegörelse som en av sex olika kategorier. 2011 fördelade sig skadegörelsebrotten mellan dessa kategorier:
- Skadegörelse på motorfordon - 23 %
- Skadegörelse mot stat, kommun och landsting - 12 %
- Klotter mot kollektivtrafiken - 14 %
- Övrigt klotter - 24 %
- Skadegörelse genom brand  - 4 %
- Annan skadegörelse - 23 %[1]

Enligt denna distinktion rubriceras anlagda bilbränder som "Skadegörelse genom brand", inte "Skadegörelse mot motorfordon.

## Orsaksförklaringar och forskning
Skadegörelse har identifierats bero på flera anledningar och är beroende på vilken typ av skadegörelse som åsyftas. Den brittiska professorn Stanley Cohen delade in skadegörelse i fyra olika typer baserad dess orsak och motiv:  
- Vindictive vandalism - Skadegörelse som hämndaktion
- Play vandalism - "Lekfull" skadegörelse, exempelvis glaskross och graffiti
- Tactical vandalism - Skadegörelse på arbetsplatsen
- Malicious vandalism - Skadegörelse gjord på grund av frustration eller för att man är uttråkad.[6]

Vidare har olika karakteristika hos gärningspersonerna som utför skadegörelse samt hos platser som utsätts för skadegörelse identifierats på generell nivå. Skadegörelse riktas ofta mot offentliga, övergivna utrymmen. Generella gärningspersoner till skadegörelsebrott karaktäriseras statistiskt  av att vara ungdomar, särskilt i grupp, hemhörande socioekonomiskt utsatta bostadsområden med hög befolkningstäthet.
Enligt Brottsförebyggande rådet visar anonyma självrapporter från elever från årskurs nio och årskurs två på gymnasiet att denna bild stämmer även i Sverige. 

## Systematisk skadegörelse
Under tidsperioden April - Juli 2021 utsattes ett stort antal bilar som färdats på E65:an förbi Skurup för stenkastning. Av okänd anledning var det med få undantag danska bilister som blev utsatta på sin färd till eller från Ystad, där färjan till Bornholm går.  Händelserna fick stor medial uppmärksamhet både i Danmark och Sverige  Den 16 juli begärde polisen i Malmö hjälp av Nationella gärningsmannaprofilgruppen för att kunna hitta förövarna. Den 22 augusti var det 118 inkomna anmälningar om stenkastning mot bilar på den aktuella sträckan mellan Malmö och Ystad.